# Bridgewater (Dakota del Sud)
Bridgewater és una població dels Estats Units a l'estat de Dakota del Sud. Segons el cens del 2000 tenia 607 habitants.

## Demografia
Segons el cens del 2000, Bridgewater tenia 607 habitants, 245 habitatges, i 147 famílies. La densitat de població era de 209,3 habitants per km².
Dels 245 habitatges en un 27,3% hi vivien nens de menys de 18 anys, en un 50,6% hi vivien parelles casades, en un 6,5% dones solteres, i en un 39,6% no eren unitats familiars. En el 35,5% dels habitatges hi vivien persones soles el 25,3% de les quals corresponia a persones de 65 anys o més que vivien soles. El nombre mitjà de persones vivint en cada habitatge era de 2,31 i el nombre mitjà de persones que vivien en cada família era de 3,07.
Per edats la població es repartia de la següent manera: un 25,4% tenia menys de 18 anys, un 4,9% entre 18 i 24, un 21,7% entre 25 i 44, un 19,6% de 45 a 60 i un 28,3% 65 anys o més.
L'edat mediana era de 43 anys. Per cada 100 dones de 18 o més anys hi havia 82,7 homes.
La renda mediana per habitatge era de 31.765 $ i la renda mediana per família de 39.375 $. Els homes tenien una renda mediana de 28.611 $ mentre que les dones 21.458 $. La renda per capita de la població era de 15.855 $. Entorn del 5,5% de les famílies i el 9,5% de la població estaven per davall del llindar de pobresa.

## Poblacions més properes
El següent diagrama mostra les poblacions més properes.